# Pido
Pido is een dorp in de gemeente Camaleño, gelegen aan de voet van de Picos de Europa. Het dorp is onderdeel van de Comarca Liébana in de Spaanse provincie en regio Cantabrië. Pido telt 127 inwoners (cijfer van de INE uit 2008).

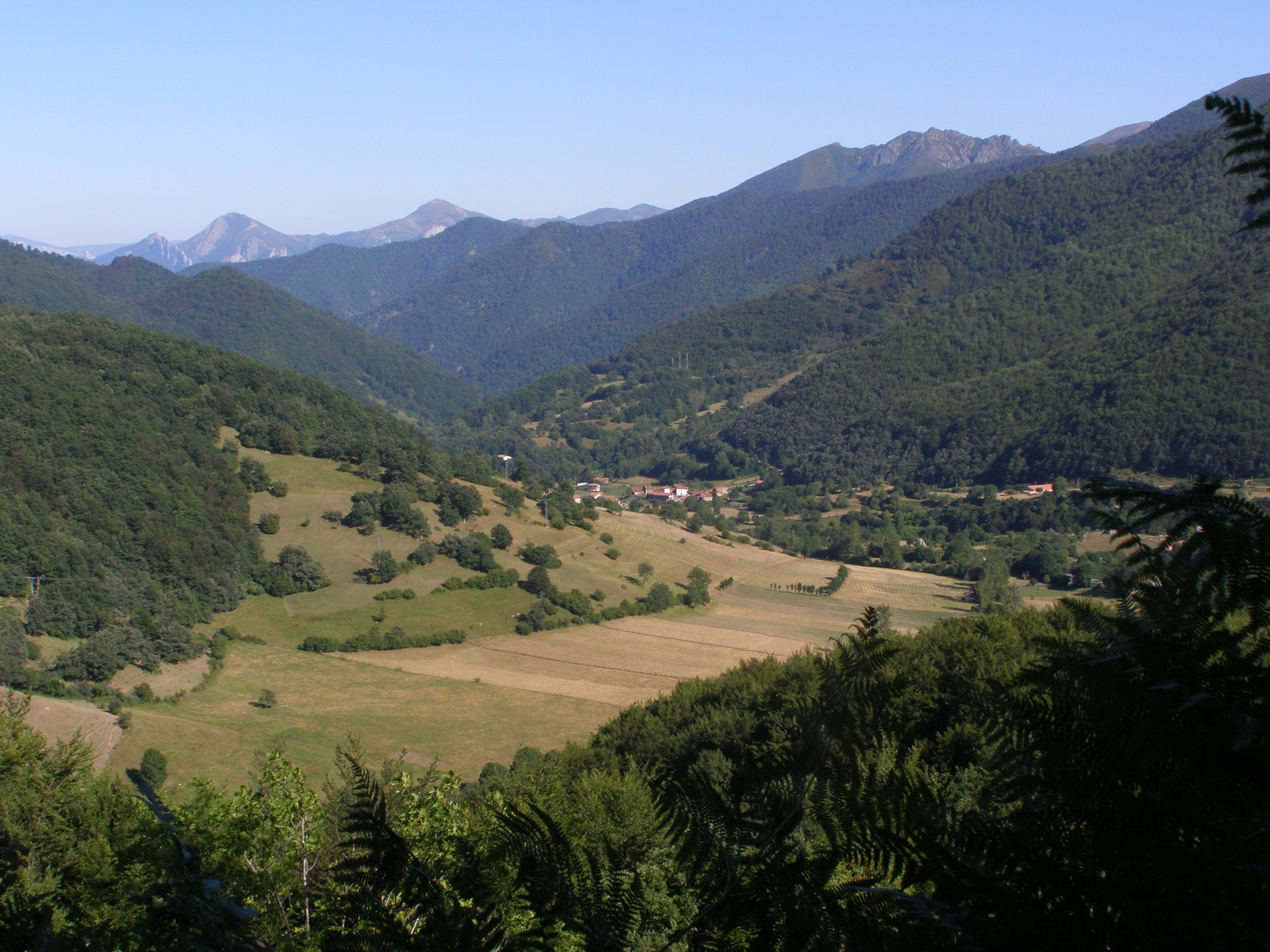
Het dorp Pido tegen de achtergrond van de Picos de Europa